# Louis de Bernières

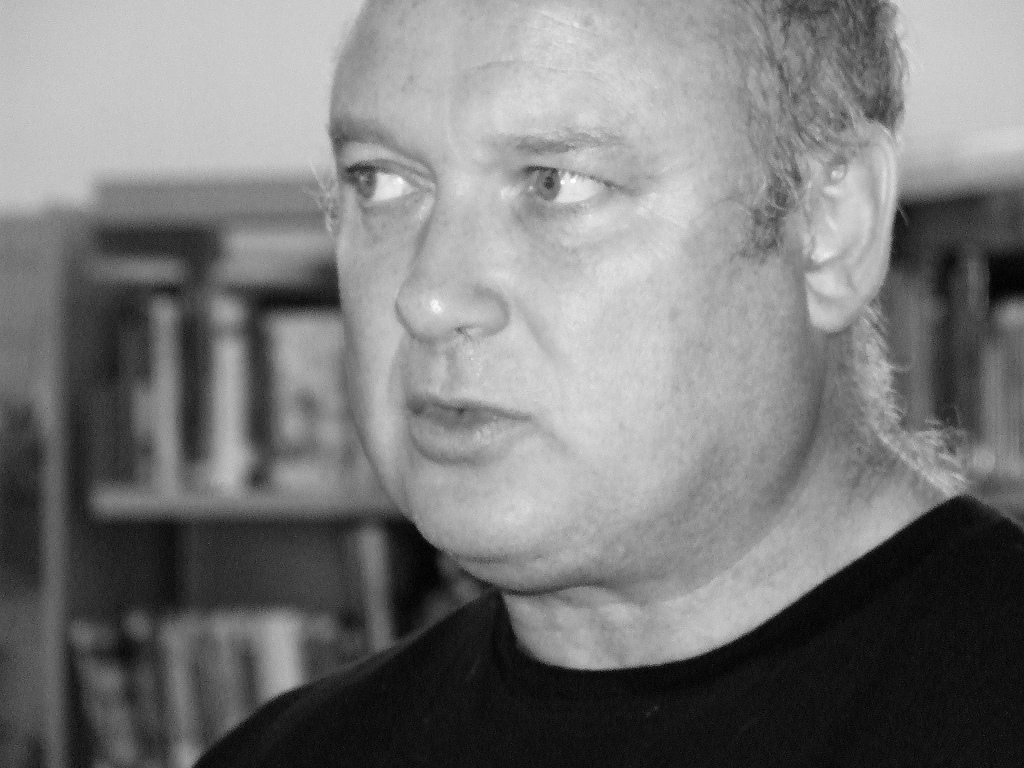
Louis de Bernières

Louis de Bernières (* 8. Dezember 1954 in London) ist ein britischer Schriftsteller.

## Leben
Louis de Bernières wuchs im Nahen Osten als Sohn eines britischen Offiziers auf. Nach der Schule schrieb er sich in der Militärakademie Sandhurst ein, verließ die britische Militärschule jedoch bald darauf wieder. In der Folgezeit hielt sich de Bernières in Lateinamerika auf, bevor er wieder nach London zurückkehrte und ein Philosophiestudium aufnahm. Bis er mit dem Roman Captain Corelli’s Mandolin 1994 seinen ersten Erfolg verzeichnen konnte, arbeitete er als Landschaftsgärtner und Kfz-Mechaniker. Sein Roman Birds Without Wings (deutscher Titel Traum aus Stein und Federn) präsentiert eine in einem anatolischen Dorf spielende Liebesgeschichte auf der Folie des untergehenden Osmanischen Reiches. De Bernières beleuchtet in seinem über zehn Jahre hin entstandenen Roman die einst im Zusammenleben von Juden, Christen und Muslimen selbst im dörflichen Alltag sichtbare kulturelle Vielfalt, erzählt vom Aufstieg Mustafa Kemal Atatürks und stellt den Lesern die heranwachsende Türkei als Spielball okzidentaler Großmächte vor Augen.
Über die Jahre erhielt de Bernières (in verschiedenen Kategorien) den Commonwealth Writers Prize; 1991 für The War of Don Emmanuel’s Nether Parts, 1992 für Señor Vivo and the Coca Lord, 1995 für Captain Corelli’s Mandolin und 2005 für Birds Without Wings. Außerdem wurde er 1997 mit einem der British Book Awards und 2004 mit dem Whitbread Novel Award ausgezeichnet.

## Werke
Einleitung
- Das Buch Hiob. („The Book of Job“). Fischer, Frankfurt am Main 2000, ISBN 3-596-14504-X (Das Bibel-Projekt. 3).

Erzählungen
- Etiketten. Eine Erzählung. („Labels“). Edition Argon, Berlin 1999, ISBN 3-87024-494-1 (illustriert von Peter Schössow).
- Der rote Hund. Eine Geschichte aus Australien. („Red Dog“). Fischer, Frankfurt am Main 2003, ISBN 3-596-15592-4.
- Notwithstanding. Stories from an English village. Harvill Secker, London 2009, ISBN 978-1-8465-53301.

Hörspiel
- Sunday Morning at the Centre of the World. A play for voices. Vintage, London 2001, ISBN 0-09-942844-X (1998 für die BBC produziert und aufgeführt).

Romane
- Der zufällige Krieg des Don Emmanuel. Roman. („The War of Don Emmanuel’s Nether Parts“). Fischer, Frankfurt am Main 2005, ISBN 3-596-16787-6.
- Señor Vivo und die Kokabriefe. Roman. („Señor Vivo and the Coca Lord“). Fischer, Frankfurt am Main 2005, ISBN 3-596-16786-8.
- Das Kind des Kardinals. Roman. („The Troublesome Offspring of Cardinal Guzman“). Fischer, Frankfurt am Main 2005, ISBN 3-596-16785-X.
- Corellis Mandoline. Roman. („Captain Corelli’s Mandolin“). Hoffmann & Campe, Hamburg 2001, ISBN 3-455-00323-0.
- Traum aus Stein und Federn. Roman. („Birds Without Wings“). Fischer, Frankfurt am Main 2006, ISBN 978-3-596-16648-0.
- Die Partisanin. Roman. („A partisan’s daughter.“). Fischer, Frankfurt am Main 2012, ISBN 978-3-596-17923-7.

## Adaptionen
Verfilmungen
- John Madden (Regie): Corellis Mandoline, 2001.
- Kriv Stenders (Regie): Red Dog, 2011.

Musik
- Craig Ogden: Music from the novels of Louis de Bernières. „Captain Corelli’s Mandolin“ and „The Latin Trilogy“. Chandos Edition, Colcester 2009 (1 CD).